# چسنود پایین
چسنود پایین (به لاتین: Chasnud-e Payan) یک منطقهٔ مسکونی در افغانستان است که در ولسوالی شغنان واقع شده‌است.